# كينجي هادا
كينجي هادا (باليابانية: 秦 賢二) (27 يونيو 1981 في هيروشيما في اليابان – )؛ هو لاعب كرة قدم ياباني سابق كان يلعب كلاعب وسط.

## وصلات خارجية
- كينجي هادا على موقع رابطة كرة القدم اليابانية للمحترفين (اليابانية)